# Ludányi Bettina
Ludányi Bettina (Hatvan, 1994. május 16. –) magyar írónő.

## Életpályája
Ecsédi származású, az általános iskolát is itt végezte. Az érettségit Gyöngyösön szerezte meg, majd az egri főiskolán diplomázott kommunikáció és médiatudomány szakon. Tanulmányait a budapesti Károli Gáspár Református Egyetemen folytatta kereskedelem és marketing szakon, reklámkommunikáció szakirányon.
Jelenleg független újságíróként és online business managerként tevékenykedik mint egyéni vállalkozó.
Első könyve 2017 őszén jelent meg Az egyetlen menedék címmel. Ezt követte 2018 májusában a Mennem kell az Olvasni Menő gondozásában. A romantikus bűnügyi regény után, 2018 októberében egy összetett történet látott napvilágot. Ez volt a Meghasadt valóság, amely az Álomgyár Kiadónál jelent meg. 2019 tavaszán jelent meg a Nyomodban, amely egy romantikus krimi, ám a 2019 őszén debütáló kétrészes Függőség-sorozat, a Kettőnk titka és a Kettőnk bűne már maga mögött hagyja a romantika eszköztárát.

## Könyvei
- Mennem kell (2018)
- Meghasadt valóság (2018)
- Nyomodban (2019)
- Kettőnk titka (Függőség-sorozat I., 2019)
- Kettőnk bűne (Függőség-sorozat II., 2020)
- Mennem kell (Bővített kiadás, 2020)
- Mögötted (2020)
- Festménybe zárt lelkek (2021)